# تیم ملی بسکتبال عراق
تیم ملی بسکتبال عراق،نماینده عراق در مسابقات بین‌المللی بسکتبال است.